# Клещув (Малопольське воєводство)
Клещув (пол. Kleszczów) — село в Польщі, у гміні Забежув Краківського повіту Малопольського воєводства.
Населення — 340 осіб (2011).

## Демографія
Демографічна структура станом на 31 березня 2011 року:
|          | Загалом | Допрацездатний вік | Працездатний вік | Постпрацездатний вік |
| -------- | ------- | ------------------ | ---------------- | -------------------- |
| Чоловіки | 178     | 36                 | 123              | 19                   |
| Жінки    | 162     | 24                 | 106              | 32                   |
| Разом    | 340     | 60                 | 229              | 51                   |